# سپر گویان
سپر گویان (انگلیسی: Guiana Shield) یکی از سه کراتون صفحه آمریکای جنوبی است. این سپر پدیده‌ای زمین‌شناختی با سن ۱٫۷ میلیارد سال و متعلق به دوره پرکامبرین است که در شمال‌شرق آمریکای جنوبی واقع شده و بخشی از ساحل شمالی این قاره را تشکیل داده‌است. مناطق مرتفع بر روی این سپر «ارتفاعات گویان» نامیده می‌شود که در آن کوه‌هایی به شکل میز و موسوم به تپویی یافت می‌شود. ارتفاعات گویان سرچشمه چند آبشار بلند دنیا از جمله آبشار آنجل، آبشار کائتور و آبشار کوکوئنان است.
سپر گویان در زیر کشورهای ونزوئلا، گویان، سورینام و گویان فرانسه و نیز بخش‌هایی از کلمبیا و برزیل گسترده شده‌است. سنگ‌های تشکیل‌دهنده سپر گویان از نوع رسوبی و آتشفشانی دگرگون‌شده‌است که با لایه‌هایی از ماسه‌سنگ، کوارتزیت، شیل و کنگلومرا پوشیده شده‌است و لایه‌هایی از سنگ‌های جوان‌تر نفوذی مافیک مانند گابرو آن را قطع کرده‌است.